# Claudia Neumann
Claudia Neumann (Düren, 1964) is een Duitse sportverslaggeefster.
Neumann werkt sinds 1999 als redacteur en verslaggever voor de sportredactie van de Duitse televisiezender ZDF. In 2011 werd ze bij het Wereldkampioenschap voetbal vrouwen 2011 de eerste vrouwelijke verslaggever van een wereldkampioenschap voetbal bij de Duitse televisie. Sinds het Europees kampioenschap voetbal 2016 in Frankrijk, wordt Neumann ook ingezet als commentator bij het mannenvoetbal. Dit leidt steevast tot een hausse aan seksistische opmerkingen op sociale media. Op zaterdag 30 juni 2018 besloot de Duitse publieke omroep aangifte te doen tegen twee mensen die zich tijdens de WK-eindronde in Rusland op sociale media "buitengewoon denigrerend" hadden uitgelaten over Neumann. Zij was de eerste vrouw die voor de zender commentaar gaf bij WK-wedstrijden.